# Hahnia harmae
Hahnia harmae är en spindelart som beskrevs av Brignoli 1977. Hahnia harmae ingår i släktet Hahnia och familjen panflöjtsspindlar.
Artens utbredningsområde är Tunisien. Inga underarter finns listade i Catalogue of Life.